# František Semeši
František Semeši (15. června 1926 – 20. ledna 1992) byl slovenský fotbalista, reprezentant Československa.

## Sportovní kariéra
V lize nastoupil ve 237 utkáních na postu obránce, hrál za Jednotu Košice v letech 1947–1948, ATK Praha v roce 1948 a v letech 1949–1959 za Tatran Prešov. Za československou reprezentaci odehrál v roce 1952 dvě přátelská utkání.